# Jan Ridderbos
Jan Ridderbos (24 november 1879 – 4 juli 1960) was predikant in de Gereformeerde Kerken in Nederland en vanaf 1912 hoogleraar Oude Testament aan de Theologische Hogeschool (Oudestraat) in Kampen.
Ridderbos behoorde tot de hoogleraren die een duidelijk stempel hebben gezet op de Gereformeerde Kerken voor de Tweede Wereldoorlog. De synodebeslissing van Assen 1926 over het gezag van de Bijbel is goeddeels door hem opgesteld en in belangrijke mate door hem beïnvloed.
Ridderbos promoveerde in 1907 op een proefschrift over de theologie van Jonathan Edwards. Hij diende de gemeenten van Oosterend, Meppel en Bussum. In 1912 werd hij door de synode van de Gereformeerde Kerken benoemd tot hoogleraar in Kampen. Hij toonde zich een bekwaam Oud-Testamenticus. Hij publiceerde onder meer een bijbelverklaring op de Kleine Profeten. Ook schreef hij een studie over Abraham en Paulus. Daarnaast was hij medewerker aan de Christelijke Encyclopedie.
Ridderbos had samen met Gerrit Cornelis Berkouwer grote invloed op het gereformeerde kerkelijke leven voor de Tweede Wereldoorlog. Hij was preadviseur van de synode in de zaak-Geelkerken (1926) en in de zaak rond Klaas Schilder die van scheurmaking werd beschuldigd (1942 en 1944). Op het kerkvolk oefende hij ook veel invloed uit door zijn hoofdredacteurschap van het Gereformeerd Weekblad. Als wetenschapper heeft hij vooral vele gereformeerde theologen gevormd en was zijn visie op het gezag van de Bijbel maatgevend in zijn kring tot ergens in het begin van de jaren 60 van de twintigste eeuw.
Jan Ridderbos is de vader van Herman Ridderbos, later hoogleraar in Kampen, en Nico Ridderbos, later hoogleraar aan de VU in Amsterdam.

## Publicaties
- De profeet Jesaja I (Korte verklaring der Heilige Schrift) - Kampen 1922
- De profeet Jesaja II (Korte Verklaring der Heilige Schrift) - Kampen 1926
- De Psalmen I (Commentaar op het Oude Testament) - Kampen 1955
- De Psalmen II (Commentaar op het Oude Testament) - Kampen 1958

- Bibliothèque nationale de France: cb15051760x (data)
- Biografisch Portaal: 77672855
- Digitale Bibliotheek voor de Nederlandse Letteren: ridd029
- Gemeinsame Normdatei: 17388007X
- International Standard Name Identifier: 0000 0000 8082 6021
- Library of Congress Control Number: n84044667
- Nationale Bibliotheek van Israël: 987007267006805171
- Nederlandse Thesaurus van Auteursnamen: 070947570
- Virtual International Authority File: 2755344
- WorldCat: E39PBJjHhmFX6JW8gybxmydxXd